# 米爾希
米尔希（德語：Mülchi）是瑞士伯恩州的一个旧市镇，总面积为3.8平方千米，截至2011年12月总人口为233人。2014年1月1日，米尔希与邻近的6个市镇并入市镇弗勞布倫嫩。